# Осташёво (усадьба)
Осташёво (до 1861 года — Александровское-Осташёво) — фрагментарно сохранившаяся усадьба на левом берегу Рузского водохранилища, в 21 км от подмосковного Волоколамска. Из построек лучше всего сохранился псевдоготический конный двор, в котором действует небольшой музей.

## При Урусове и Муравьёвых
Усадьба «Александрово» в селе Долголядье была создана в конце XVIII века для отставного генерал-майора князя Александра Урусова (1729—1813). До него на другом берегу реки Рузы уже существовала усадьба, известная как Петровское-Чередово. Урусов приобрёл эту усадьбу у графини Е. А. Салтыковой в 1777 году, построил в ней позднебарочную церковь, освящённую в честь тезоименного святого, Александра Невского (1776—1786 гг.) В 1790-х гг. Урусов перенёс резиденцию на левый берег Рузы, где и выстроил новую усадьбу, а старый усадебный дом отдал под суконную фабрику. Архитекторы усадьбы Урусова точно не известны, выдвинуто предположение об участии в проектировании Р. Р. Казакова, мастера русской псевдоготики.
К усадебному дому князя Урусова вела липовая аллея. По сторонам от неё стояли белокаменные обелиски и (при въезде на парадный двор) парные готические башенки. Двухэтажный дом барина с портиком о четырёх колоннах и бельведером был виден за много верст кругом. Он был соединён галереями с более низкими флигелями, крытыми дощатым бельведером со шпилем. Одновременно с барскими покоями были выстроены дом управляющего и хозяйственная контора.
После смерти князя Урусова село Александровское перешло в собственность его пасынка Николая Николаевича Муравьева (1768—1840). Он подошёл к хозяйствованию весьма ответственно, завёл молочный двор — прообраз будущих молокозаводов. Муравьёв возглавлял Училище колонновожатых, служившее рассадником вольнодумства: 22 выпускника стали декабристами. В мае месяце колонновожатые во главе с самим генерал-майором Муравьёвым уезжали из Москвы на берега Рузы для практических занятий. Сын владельца усадьбы, Александр, обсуждал в Осташёве с товарищами планы переустройства России. Известно предание, что на одном из пригорков зарыт рукописный проект конституции Муравьёва.
Помимо учредителя Союза спасения, в Осташёво приезжал другой сын генерал-майора,  Николай, в 1855 году командовавший взятием Карса. Здесь прошла юность церковного историка Андрея Николаевича Муравьёва, чьё имя носит Андреевская беседка над рекой. После смерти отца обременённое долгами имение досталось Александру, который поселился в Осташеве и стал проводить хозяйственные усовершенствования в надежде погасить долг. Он построил в необычном для своего времени псевдоготическом стиле монументальный конный двор с высокой башней над въездом, со стрельчатыми окнами и наличниками. Несмотря на все старания, имение не приносило дохода и в 1859 г. ушло с молотка.

## Пореформенное время
В пореформенное время имением владели энергичный предприниматель Н. П. Шипов, генерал А. А. Непокойчицкий, купец и меценат А. Г. Кузнецов. Первый из них не только привёл в порядок расстроенное хозяйство, но и добился того, что его скотный двор стал считаться образцовым по всей России. Он ввёл в обширных размерах плодопеременный десятипольный севооборот. Для переработки молочных продуктов, получаемых от содержавшихся в имении 200 коров улучшенных северных пород, была устроена сыроварня, порученная специалисту, приглашенному из Швейцарии. В то же время Шипов взялся перестраивать усадебную Александровскую церковь под усыпальницу, сломал старую колокольню и исказил облик храма XVIII века. В 1899 году имение находилось в совместном владении Ушковых, наследников К. К. Ушкова.
Внук Николая I, Константин Константинович Романов, в 1903 году принял решение удалиться в глубинку от порочных соблазнов столичной жизни. Осташёво приглянулось ему как усадьба, образцовая в хозяйственном отношении, весьма удалённая от Москвы и достаточно просторная для проживания его многочисленного семейства. 28 августа 1903 года Григорий Константинович Ушков выдал задаточную расписку, а 13 сентября 1903 года была совершена купчая крепость на покупку имения. После приобретения поместья великий князь воспел его в стихах:
 Люблю тебя, приют уединённый!

 Старинный дом над тихою рекой

 И белорозовый, в ней отражённый

 Напротив сельский храм над крутизной.

 Сад незатейливый, но благовонный,

 Над цветом липы пчел гудящий рой;

 И перед домом луг с двумя прудами,

 И островки с густыми тополями.
Княжна Вера Константиновна (1906—2001) так описала детство в Осташёве «прекрасной эпохи»:
Привольная деревенская жизнь, верховая езда, гребля на реке Рузе, той самой, которую Лев Толстой упоминает в «Войне и мире», описывая Бородинское сражение. Имение красиво расположено на правом, крутом берегу реки. Большой одичалый парк. На левом берегу Рузы розовая церковь с синими куполами. Утром меня будил трезвон.
В 1914 году в усадьбе было торжественно захоронено тело 21-летнего князя Олега Константиновича, умершего от раны, полученной во время боя с немецкими конными разведчиками близ деревни Пильвишки в районе Владиславова 27 сентября (10 октября) 1914 года в ходе Первой мировой войны. Над его могилой на холме Васюткина Горка архитектор М. М. Перетяткович возвёл мемориальную церковь Олега Брянского.
В советское время господский дом пришёл в запустение, во время Великой Отечественной войны разрушен, в 1950-е на его фундаментах поставлено новое здание дворца культуры. Около полувека там размещались дом детского творчества «Солнышко», музей и библиотека. Ныне здание заброшено и постепенно разрушается, как и остальные сооружения усадьбы, кроме отреставрированного храма-усыпальницы.
Церковь Спаса Нерукотворного (бывшая Александровская) снесена в 1930-е гг. Уничтожены также все надгробия некрополя, расположенного возле храма. Ныне на этом месте — частные домовладения.

## Архитектура
К сохранившемуся ансамблю усадьбы относятся: два жилых флигеля, парные контора и дом управляющего, один из парных обелисков на въезде, парные въездные башни, две башни ограды бокового двора, конный двор, церковь Олега Брянского, частично пейзажный липовый парк. Строения ансамбля возведены в стиле классицизма с элементами неоготики. Планировочную ось симметричной композиции усадьбы образует подъездная аллея, которая была усажена липами, на оси находился двор-курдонёр и несохранившийся главный дом. Также утрачена ограда парадного двора и боковые дворы с хозяйственными флигелями, которые образовывали поперечную ось планировки. В парке были 4 беседки-павильона пятиконечной формы (утрачены).
Утраченный главный дом был двухэтажным, с бельведером и четырёхколонным портиком на аркаде. На его фундаменте возведено здание клуба в стиле сталинского ампира 1950-х годов.
Жилые флигели — небольшие одноэтажные кирпичные постройки (правый флигель был надстроен вторым деревянным этажом в конце XIX века), соединявшиеся с главным домом частично сохранившимися переходами-галереями. Они относятся к концу XVIII века, подверглись переделкам в 1950-х гг. Их стиль — переходный от классицизма к ампиру. Декор представлен только подоконными вставками и карнизом. Галереи декорированы ложной аркадой и имеют небольшие стрельчатые окна. Посередине галерей находятся высокие входные павильоны, служившие также для прохода со двора в парк. Их завершали гранёные деревянные бельведеры со шпилями.
Контора и дом управляющего представляют собой парные флигели на парадном дворе. Они имеют Г-образную форму с декоративными башенками на углу. Башни в два яруса, их венчает шатёр с деревянным бельведером. Они, в духе романтизма, имитируют крепостные башни. Первоначальные проёмы прямоугольной формы на башне одного из флигелей заменены стрельчатыми.
Башни при въезде на парадный двор построены в стиле псевдоготики, характерной для XVIII века. Они аналогичны башням Петровского путевого дворца. Нижние помещения крестообразные по форме и с восьмигранным сводом, над ними украшенный поясом из килевидных ниш глухой цилиндр, венчавшийся зубцами в форме короны. Сохранившиеся башни боковой ограды проще, они представляют собой пятигранники, увенчанные барабанами со шпилем.
Конный двор 1840-х гг. относится по стилю к поздней псевдоготике. Его одноэтажное здание имеет Г-образную форму. Главный фасад обращён к главному дому усадьбы. Центром его композиции является высокая надвратная башня, имеющая щелевидные ниши, стрельчатые наличники, зубцы, пинакли. Фланги главного фасада имеют ризалиты со щипцами. Боковой фасад образован трижды повторённым чередованием ворот (с окнами по сторонам) и ризалитов.